# 郭晶晶
郭晶晶（1981年10月15日—），河北保定人，中国前女子跳水运动员。她分别在2004年雅典奥运会和2008年北京奥运会上，获得3米跳板跳水冠军；并且和吳敏霞合作，同时蝉联了这两届奥运会双人3米跳板的冠军。她总共获得4枚奥运金牌2枚银牌，是继高敏、伏明霞后，中国女子跳水队的“领军人物”。郭晶晶於2011年初退役；她在役的14年間，贏得31个世界冠軍，成為擁有最多世界冠軍銜頭的中國運動員。
郭晶晶2012年与香港富豪霍英东之孙霍启刚结婚，常居香港。

## 运动经历
1988年在河北保定训练基地开始跳水训练，教练是李芳；1993年进入河北省跳水队；1992年入选国家跳水队，教练是于芬。 1998年转由钟少珍教练手下。
1996年亚特兰大奥运会，年仅15岁的郭晶晶第一次參加奥运会，最终获得了十米跳台项目第五名。2000年悉尼奥运会，郭晶晶在3米跳板项目中无法撼动当时的师姐伏明霞，在该项目取得一枚银牌，随后在和伏明霞合作的奥运会新项目双人3米跳板中最终不敌俄罗斯组合尤里娅·帕卡琳娜/维拉·伊莲娜屈居第二。2004雅典奥运会以中国女子跳水队头号选手身份出征的郭晶晶在3米跳板个人赛和双人赛中折桂。2008北京奥运会上郭晶晶与吴敏霞搭档，再次夺得了3米跳板双人赛金牌，同时还蝉联了个人赛冠军。至此，郭晶晶收获了自己在奥运会历史上的第四枚金牌，和邓亚萍、伏明霞、王楠并列成为中国获得奥运会金牌最多的选手。同时，她也以4金2银的奥运奖牌数超越伏明霞（4金1银）。自1912年夏季奥运会设立女子跳水项目以来，郭晶晶是第一位在该项目上获得了6枚奖牌的女子运动员。
从2001年至2009年之间的五届世锦赛中郭晶晶囊获了10枚金牌。

### 退役
郭晶晶在2009年東亞運動會後，向國家隊提出休息一年。期間，她在英國進修英語，雖然學習時間並不長，但有不錯的效果。
在淡出405天之後，中國跳水隊領隊周繼紅終在2011年1月22日確認，郭晶晶已遞交了退役申請，並盛讚郭「創造了一個屬於自己的郭晶晶時代」。兩日後，河北省體育局也證實，已收到及接納郭晶晶的退役申請；並表示郭在退役後的身份，仍會是河北省體育局游泳跳水運動管理中心的副主任兼河北省跳水隊教練。
郭晶晶退役後連續三年為健康快車主辦的慈善跑步行擔任活動大使。於2017年9月，她與奧運體操金牌得主李小鵬，一起於記者會上示範運動前簡單熱身動作，於訪問中表示兒子霍中曦性格活躍喜歡運動，之前為他安排教練上堂學，可是他不喜歡游水，不會強迫他，怕有反效果。
2021年7月15日，据香港媒体报道，郭晶晶透露将会随香港代表团赴日本参加东京奥运会担任跳水比赛评委。
2021年10月27日，郭晶晶獲香港警务处委任為保護兒童計劃大使。

## 个人生活
郭晶晶早期曾与中国跳水选手田亮的名字连在一起，合称“亮晶晶”；香港传媒时常描述他们关系亲密，但并未得到当事人证实。在2004年，香港传媒开始描写郭晶晶与全国政协前副主席霍英东长孙霍启刚交往，之后感情渐趋稳定。在2005年11月，香港传媒更称郭晶晶与霍启刚在北京崇文区购入豪宅，事件未经证实。
2012年11月8日，郭晶晶和霍启刚在香港正式註冊結婚。
2013年，郭晶晶与霍启刚的长子出生。2017年，郭晶晶誕下長女。2019年，郭晶晶誕下二女兒，其丈夫霍啟剛在微博晒出三個孩子的合照，正式宣布喜訊。

## 健康問題
郭晶晶在跳水時，因長期受高壓訓練導致視網膜受損而嚴重近視，也出現第三椎間盤突出和胸膜炎等傷病。

## 主要成绩
- 1996年 亚特兰大奥运会 女子10米跳台第五名
- 1998年 珀斯世锦赛 女子3米跳板亚军
- 1999年 新西兰世界杯 女子3米跳板季军
- 2000年 悉尼奥运会 女子3米跳板单人、双人亚军
- 2001年 福冈世锦赛 女子3米跳板单人、双人冠军
- 2003年 巴塞罗那世锦赛 女子3米跳板单人、双人冠军
- 2004年 雅典世界杯 3米跳板单人亚军、双人冠军
- 2004年 雅典奥运会 女子3米跳板单人（成绩:633.15分）、双人冠军（成绩:336.90分）
- 2005年 蒙特利尔世锦赛 女子3米跳板单人、双人冠军
- 2005年 南京全国运动会 女子3米跳板单人、1米跳板冠军，3米跳板双人亚军
- 2005年 澳门东亚运动会 女子3米跳板双人、1米跳板冠军
- 2007年 墨尔本世锦赛 女子3米跳板单人、双人冠军
- 2008年 北京奥运会 女子3米跳板单人、双人冠军

## 外部連結
- 郭晶晶官方个人blog[永久]
- 朱玲玲透露霍启刚年底迎娶郭晶晶(视频)
- 郭晶晶運動生涯 （页面存档备份，存于）